# 三遊亭ぬう生
三遊亭 ぬう生（さんゆうてい ぬうしょう）は、落語家の名跡。
- 三遊亭ぬう生 - 後∶三遊亭圓丈
- 三遊亭ぬう生 - 現∶三遊亭彩大